# Chwała (film 1989)
Chwała, w Polsce znany także jako Sława i Na polu chwały (ang. Glory) – amerykański film wojenny z 1989 roku w reżyserii Edwarda Zwicka, zrealizowany na podstawie listów Roberta Goulda Shawa oraz książek Lay This Laurel Lincolna Kirsteina i One Gallant Rush Petera Burcharda. Zdjęcia kręcono w stanach Georgia (m.in. Savannah) oraz Massachusetts (Ipswich, Sturbridge).

## Obsada
- Matthew Broderick – Pułkownik Robert Gould Shaw
- Morgan Freeman – Sierżant John Rawlins
- Cary Elwes – Major Cabot Forbes
- Denzel Washington – Szeregowy Trip
- Andre Braugher – Thomas Searles
- Bob Gunton - Generał Harker
- John Finn - Sierżant Major Mulcahy
- Donovan Leitch - Kapitan Charles Fessenden Morse
- JD Cullum - Henry Sturgis Russell
- Alan North - Gubernator John Albion Andrew

## Nagrody
- Amerykańska Akademia Sztuki i Wiedzy Filmowej
  - Denzel Washington w 1990 otrzymał Oscara w kategorii Najlepszy aktor drugoplanowy
  - Freddie Francis w 1990 otrzymał Oscara w kategorii Najlepsze zdjęcia
  - Donald O. Mitchell, Elliot Tyson, Gregg Rudloff i Russell Williams II w 1990 otrzymali Oscara w kategorii Najlepszy dźwięk
  - Garrett Lewis i Norman Garwood w 1990 otrzymali nominacje do Oscara w kategorii Najlepsza scenografia
  - Steven Rosenblum w 1990 otrzymał nominację do Oscara w kategorii Najlepszy montaż
- Hollywoodzkie Stowarzyszenie Prasy Zagranicznej
  - Denzel Washington w 1990 otrzymał Złoty Glob w kategorii Najlepszy aktor drugoplanowy
  - Film w 1990 otrzymał nominację do Złotego Globu w kategorii Najlepszy dramat
  - Edward Zwick w 1990 otrzymał nominację do Złotego Globu w kategorii Najlepszy reżyser
  - Kevin Jarre w 1990 otrzymał nominację do Złotego Globu w kategorii Najlepszy scenariusz
  - James Horner w 1990 otrzymał nominację do Złotego Globu w kategorii Najlepsza muzyka
- Brytyjska Akademia Sztuk Filmowych i Telewizyjnych
  - Freddie Francis w 1991 otrzymał nominację do BAFTA w kategorii Najlepsze zdjęcia
- Amerykańska Gildia Scenarzystów
  - Kevin Jarre w 1990 otrzymał nominację do WGA w kategorii Najlepszy scenariusz adaptowany
- Amerykański Instytut Filmowy
  - Film w 2006 otrzymał 31. miejsce w kategorii Lista 100 najbardziej inspirujących filmów wszech czasów (rok 2006)
- Amerykańskie Stowarzyszenie Montażystów
  - Steven Rosenblum w 1990 otrzymał Eddie w kategorii Najlepszy montaż filmu fabularnego